# Sherlock Holmes (film, 1939)
Pour les articles homonymes, voir Les Aventures de Sherlock Holmes (homonymie) et Sherlock Holmes.
Série des films avec Basil Rathbone dans le rôle de Sherlock Holmes
Le Chien des Baskerville
(1939) La Voix de la terreur
(1942)
Pour plus de détails, voir Fiche technique et Distribution.
Sherlock Holmes ou Les Aventures de Sherlock Holmes (The Adventures of Sherlock Holmes) est un film américain d'Alfred L. Werker, sorti en 1939.
Il s’agit du deuxième film avec Basil Rathbone et Nigel Bruce dans les rôles respectifs de Sherlock Holmes et du docteur Watson.

## Synopsis
Le film commence dans une salle d'audience de l'Old Bailey, où Moriarty est acquitté d'une accusation de meurtre en raison d'un manque de preuves. Holmes est arrivé trop tard avec les preuves nécessaires. Au cours de la conversation qui suit entre les deux protagonistes, Holmes lui fait cette remarque : « Vous avez un cerveau magnifique, Moriarty. Je l'admire. Je l'admire tellement que je tiens à le présenter, mariné dans l'alcool, à la Société médicale de Londres ». « Cela ferait une exposition impressionnante », répond Moriarty.
Plus tard, au 221B Baker Street, Holmes et Watson ont la visite d'Ann Brandon (Ida Lupino). Elle leur dit que son frère Lloyd a reçu une note étrange — un dessin d'un homme avec un albatros autour du cou — identique à celui reçu par leur père juste avant son brutal assassinat dix ans auparavant. Holmes en déduit que la note est un avertissement et se précipite pour rejoindre Lloyd Brandon : il arrive trop tard, car Lloyd a été étranglé et son crâne écrasé.
Holmes enquête et assiste, déguisé en artiste de music-hall, à une garden-party au cours de laquelle il pense que l'on va attenter à la vie d'Ann Brandon. Entendant ses cris en provenance d'un parc tout proche, il capture son agresseur, un certain Gabriel Mateo, qui avoue avoir voulu se venger des Brandon à la suite de l'assassinat de son propre père par celui d'Ann, ceci à la suite d’un conflit sur la propriété de mines en Amérique du Sud. Mateo révèle également que c'est Moriarty qui l'a poussé à se venger.
Holmes se rend compte que Moriarty utilise cette affaire pour cacher son véritable crime, le vol des bijoux de la Couronne. Holmes se précipite à la tour de Londres, engage un combat contre Moriarty qui, au cours de cette lutte, tombe, présumé mort.

## Fiche technique
- Titre original : The Adventures of Sherlock Holmes
- Titre français : Sherlock Holmes ; Les Aventures de Sherlock Holmes (pour sa ressortie)
- Réalisation : Alfred L. Werker
- Scénario : Edwin Blum et William A. Drake d'après la pièce Sherlock Holmes de William Gillette et d'après les personnages créés par Arthur Conan Doyle
- Photographie : Leon Shamroy
- Montage : Robert Bischoff
- Musique : Robert Russell Bennett, David Buttolph, Cyril J. Mockridge, David Raksin et Walter Scharf (non crédités)
- Production : Darryl F. Zanuck
- Société de production et de distribution : Twentieth Century Fox
- Pays d'origine : États-Unis
- Format : noir et blanc - 35 mm - 1,37:1 - son mono
- Genre : policier
- Durée : 85 minutes
- Dates de sortie :
  - États-Unis : 1er septembre 1939
  - France : 26 avril 1940
- Affiche : Jacques Bonneaud (France)

## Distribution
- Basil Rathbone (VF : René Montis) : Sherlock Holmes
- Nigel Bruce (VF : Raymond Rognoni) : : Docteur Watson
- Ida Lupino : Ann Brandon
- George Zucco : Professeur Moriarty
- Alan Marshal (VF : Jacques Erwin) : Jerrold Hunter
- Terry Kilburn : Billy
- Henry Stephenson : Sir Ronald Ramsgate
- Holmes Herbert : Justice
- Mary Forbes : Lady Conyngham
- E.E. Clive : Inspecteur Bristol
- Mary Gordon : Mrs Hudson
- George Regas : Matteo
- Arthur Hohl : Bassick
- May Beatty : Mrs Jameson
- Leonard Mudie : Barrows